# May-Britt Buch-Kattrup
May-Britt Buch-Kattrup eller May-Britt Kattrup (født 30. november 1962) er en dansk politiker der var medlem af Folketinget for Liberal Alliance indtil juni 2019.
Ved Folketingsvalget 2015 blev hun valgt ind på et tillægsmandat i Nordsjællands Storkreds med et personligt stemmetal på 639.

## Baggrund
May-Britt Kattrup er datter er brolægger Gert Frisenberg Hansen og pensionist Birthe Buch Hansen. Hun blev født i Søborggård Sogn, København
voksede op på Orø.
Hun tog en studentereksamen fra Stenhus Gymnasium i Holbæk og en uddannelse til Civiløkonom ved Copenhagen Business School.
Kattrup har haft en række ansættelser: som kontorelev hos Tæppeland/Jensen Tæpper i Glostrup, assistent ved Kiss Photo Denmark i Hørsholm, salgs- og marketingchef og produktchef hos Better Brands i Slangerup, produktchef hos Vingros i Helsingør samt produktchef og brandmanager hos Dadeko/Coca-Cola.
Hun er selvstændig inden for landbrug, heste og investering og international eliterytter i military.
Kattrup er gift og bosiddende mellem Gunderød og Hørsholm hvor hun har boet en længere årrække.

## Politisk karriere
Kattrup stillede op som folketingskandidat i alle opstillingskredse i Nordsjællands Storkreds i 2015 og blev valgt ind.
Til valget havde hun ført sig frem med et valgslogan der lød på "Lavere skat OG råd til velfærd".
I Folketinget var hun partiets Etisk Råd-ordfører, psykiatriordfører, sundhedsordfører, ældreordfører og § 71-tilsynsordfører.